# Conus papuensis
Conus papuensis é uma espécie de gastrópode do gênero Conus, pertencente à família Conidae.